# Bitva u Craonne
Bitva u Craonne (severní Francie) se odehrála 7. března 1814. Napoleon Bonaparte zvítězil proti Rusům a Prusům pod vedením generála Gebharda von Blüchera Leberechta.
Maršál Blücher zotavil se z jeho předchozích nezdarů rychleji, než Napoleon Bonaparte doufal, a tak francouzský císař byl nucený změnit jeho útoky z rakouského polního maršála Schwarzenberga zpět k pruskému veliteli. Blücherovo vojsko čítalo 85 000 mužů. Udeřilo 37 000 mužů Napoleonova vojska. Francouzský maršál Emmanuel de Grouchy přispěl k vítězství.
Bitva u Craonne si vyžádala 5000 obětí z Blücherova a 5400 z Napoleonova vojska.